# ФК Синђелић Трпиња
Синђелић Трпиња (срп. ФК Синђелић Трпиња; хрв. NK Sinđelić Trpinja) је фудбалски клуб из Трпиње, који се тренутно такмичи у Другој жупанијској лиги Вуковарско-сријемској.

## Историја
Оснивачка скупштина одржана је 2. августа 1927. године у гостионици Јоце Јанчурића. Клуб је добио име Соко. За капитена је изабран Бранко Палић, који је предводио групу занатлија и студената која је иницирала оснивање клуба. За првог председника клуба изабран је Драго Врањешевић. Клупске боје су плаво-бела.
Велику помоћ при оснивању клуба пружио је црквени одбор, који је даровао клубу травнату ледину на Гају, у продужетку Новог шора (улица у Трпињи). Просторије клуба су биле у соби крај гостионице Јоце Јанчурића. Године 1931. на предлог председника клуб мења име у Синђелић
У првим годинама клуб није био укључен у систем такмичења, па се фудбал играо углавном лети и само пријатељске утакмице. У тридесетим годинама у Трпињи су постојала још два клуба Обилић и Хајдук, који као ни Синђелић нису учествовали у такмичењима и играли су само пријатељске утакмице.
До Другог светског рата Синђелић се такмичио у осјечком фудбалском подсавезу с градским клубовима. У Другом светском рату се борило 70 активних и бивших играча Синђелића, од који је њих 13 погинуло.

### После Другог светског рата
После Другог светског рата клуб је наставио да повремено игра само пријатељске и турнирске утакмице, а од 1961. до 1964. године укључује се у Винковачки фудбалски подсавез. Оснивањем Вуковарског фудбалског подсавеза 1964. клуб се такмичио у њему пуних 19 година, где је постизао просечне резултате. Највећи успех било је освајање купа подсавеза у сезони 1975/76.
У сезони 1983/84. Синђелић осваја прво место и пласира се у виши ранг такмичења - Међуопштинску лигу Славоније и Барање група север. У сезони 1986/87. Синђелић је надмоћно освојио прво место у међуопштинској лиги без изгубљене утакмице и пласирао се у Регионалну лигу Славоније и Барање.
Након распада СФРЈ, од 1992. до 1998. године, Синђелић се такмичио у првенству Републике Српске Крајине и играо је у Првој лиги РСК, где је у сезони 1997/98. освојио куп Сремско-барањске области.

### Синђелић у Републици Хрватској
Након реинтеграције у такмичења Хрватског фудбалског савеза, од сезоне 1998/99. Синђелић се такмичио у 1. жупанијској фудбалској лиги Вуковарско-сријемској, где су највећи успеси освајање Купа Фудбалског средишта Вуковар у сезони 2003/04. и играње у финалу Купа Вуковарско-сријемске жупаније исте године. Сезоне 2004/05. Синђелић је играо у 1. колу Хрватског купа, када је поражен од НК Будаинке из Славонског Брода.
Од сезоне 2007/08. клуб се такмичи у 2. жупанијској лиги Вуковарско-сријемској НС Вуковар, коју је у сезонама 2010/11. и 2012/13. освојио. Због лоше финансијске ситуације, клуб је у оба случаја доносио одлуку да не игра у вишем рангу такмичења (који покрива веће подручје и самим тим су и трошкови играња већи).

### Пласмани клуба кроз историју
- 1927-1933 клуб је само играо пријатељске утакмице и турнире
- 1933 Квалификације за улазак у Осјечки ногометни подсавез - неуспешно
- 1930-их до 1941 Првенство Осјечког ногометног подсавеза - непознати пласмани
- 1941-1945 рад клуба је био обустављен због рата
- 1945-1961 клуб се није такмичио у званичним првенствима
- 1961/62 Првенство ногометног подсавеза Винковци - непознат пласман
- 1962/63 Првенство ногометног подсавеза Винковци - непознат пласман
- 1963/64 Првенство ногометног подсавеза Винковци - непознат пласман
- 1964/65 Првенство ногометног савеза подручја Вуковар - 4. место (од 10 клубова)
- 1965/66 Првенство ногометног савеза подручја Вуковар - 7. место (од 12 клубова)
- 1966/67 Првенство ногометног савеза подручја Вуковар - 9. место
- 1967/68 Првенство ногометног савеза подручја Вуковар - 2. место
- 1968/69 Првенство ногометног савеза подручја Вуковар - 3. место
- 1969/70 Првенство ногометног савеза подручја Вуковар - 6. место (од 12 клубова)
- 1970/71 Првенство ногометног савеза подручја Вуковар - 4. место (од 14 клубова)
- 1971/72 Првенство ногометног савеза подручја Вуковар - 6. место
- 1972/73 Првенство ногометног савеза подручја Вуковар - 7. место
- 1973/74 Првенство ногометног савеза подручја Вуковар - 7. место
- 1974/75 Првенство ногометног савеза подручја Вуковар - 6. место; финалист куп такмичења за подручје Вуковара
- 1975/76 Првенство ногометног савеза подручја Вуковар - 5. место; победник у куп такмичењу за подручје Вуковара
- 1976/77 Првенство ногометног савеза подручја Вуковар - 5. место
- 1977/78 Првенство ногометног савеза подручја Вуковар - 12. место (од 14 клубова)
- 1978/79 Првенство ногометног савеза подручја Вуковар - 12. место
- 1979/80 Првенство ногометног савеза подручја Вуковар - 9. место
- 1980/81 Првенство ногометног савеза опђтине Вуковар - 7. место
- 1981/82 Првенство ногометног савеза општине Вуковар - 9. место
- 1982/83 Првенство ногометног савеза општине Вуковар - 3. место
- 1983/84 Првенство ногометног савеза општине Вуковар - 1. место (од 14 клубова)
- 1984/85 Међуопштинска лига Славоније и Барање - Север - 2. место
- 1985/86 Међуопштинска лига Славоније и Барање - Север - 4. место; финалисти куп такмичења за подручје Вуковара
- 1986/87 Међуопштинска лига Славоније и Барање - Север - 1. место (од 14 клубова)
- 1987/88 Регионална лига Славоније и Барање - непознат пласман
- 1988/89 Регионална лига Славоније и Барање - непознат пласман
- 1990/91 Регионална лига Славоније и Барање - непознат пласман
- 1991/92 непознато је да ли је постојало организовано такмичење
- 1992/93 Првенство Републике Српске Крајине - непознат пласман
- 1993/94 Првенство Републике Српске Крајине - непознат пласман
- 1994/95 Првенство Републике Српске Крајине - финале првенства
- 1995/96 Првенство Сремско-барањске Области - непознат пласман
- 1996/97 Првенство Сремско-барањске Области - непознат пласман
- 1997/98 Првенство Сремско-барањске Области - непознат пласман; победник Купа Сремско-барањске Области
- 1998/99 1. ЖНЛ Вуковарско-сријемска Група Б - '5. место
- 1999/2000 1. ЖНЛ Вуковарско-сријемска Група Б - 2. место
- 2000/01 1. ЖНЛ Вуковарско-сријемска Група Б - 2. место
- 2001/02 1. ЖНЛ Вуковарско-сријемска - 3. место
- 2002/03 1. ЖНЛ Вуковарско-сријемска - 10. место
- 2003/04 1. ЖНЛ Вуковарско-сријемска - 14. место; освајање Купа Ногометног средишта Вуковар; финалист Купа Вуковарско-сријемске жупаније
- 2004/05 1. ЖНЛ Вуковарско-сријемска - 15. место; 1. коло Хрватског купа
- 2005/06 1. ЖНЛ Вуковарско-сријемска - 11. место
- 2006/07 1. ЖНЛ Вуковарско-сријемска - непознат пласман
- 2007/08 2. ЖНЛ Вуковарско-сријемска НС Вуковар - 5. место
- 2008/09 2. ЖНЛ Вуковарско-сријемска НС Вуковар - 4. место
- 2009/10 2. ЖНЛ Вуковарско-сријемска НС Вуковар - 2. место
- 2010/11 2. ЖНЛ Вуковарско-сријемска НС Вуковар - 1. место
- 2011/12 2. ЖНЛ Вуковарско-сријемска НС Вуковар - 2. место
- 2012/13 2. ЖНЛ Вуковарско-сријемска НС Вуковар - 1. место
- 2013/14 2. ЖНЛ Вуковарско-сријемска НС Вуковар - 1. место
- 2014/15 2. ЖНЛ Вуковарско-сријемска НС Вуковар - 3. место

## Навијачи
Навијачи фудбалског клуба Синђелић се називају Бидоши и поред домаћих утакмица, свој клуб често организовано бодре и на гостовањима.

## Тим у сезони 2010/11.
Голмани:
- Александар Петровић - Баура
- Ненад Пантић

Одбрамбени:
- Радомир Палић (заменик капитена)
- Горан Божић
- Борис Ристић
- Слободан Марић
- Милош Миодраговић
- Немања Ђурић
- Драган Перкановић

Везни:
- Борислав Цветковић - Цвеле
- Срђан Гајчић - Чапо
- Огњен Кнежевић
- Милан Атанацковић - Мићан
- Милан Антунић
- Драган Марић
- Бојан Трошић
- Богдан Лукић
- Владимир Радић

Нападачи:
- Срђан Кнежевић - Беби (капитен)
- Бранислав Стојановић
- Срђан Васиљев

Тренер: Раденко Врањешевић

## Извори и спољашње везе
- Мирослав Писаревић - „Трпиња, 60 година ногомета (НК Синђелић 1927-1987)", издавач НК Синђелић
- Трпиња кафе[мртва веза]